# Nannostomus nitidus
Nannostomus nitidus är en fiskart som beskrevs av Weitzman, 1978. Nannostomus nitidus ingår i släktet Nannostomus och familjen Lebiasinidae. Inga underarter finns listade i Catalogue of Life.